# Hotel Mario
Hotel Mario è un videogioco rompicapo sviluppato da Fantasy Factory per CD-i. Pur non essendo prodotto dalla Nintendo, il personaggio principale è Mario, che deve liberare la Principessa Peach costruendo sette hotel, nel Regno dei funghi, da cui il nome Hotel Mario. Ogni hotel è diviso in più fasi e l'obiettivo è quello di chiudere una porta dell'hotel per ogni fase. Per ogni hotel c'è un boss finale che è un Bowserotto, ognuno dei sette da sconfiggere.
Hotel Mario è uno dei quattro giochi con personaggi Nintendo pubblicati per CD-i, e l'unico con protagonista Mario. Gli altri tre sono Link: The Faces of Evil, Zelda: The Wand of Gamelon e Zelda's Adventure, e presentano i personaggi della serie Legend of Zelda. Un altro gioco con protagonista Mario, Super Mario's Wacky Worlds, era in lavorazione ma fu successivamente cancellato. Nintendo non ha avuto nessun ruolo nel processo produttivo di questi giochi, ma ha concesso la licenza dei personaggi dopo aver rinnegato un accordo con Philips per creare il Super Nintendo Entertainment System CD-ROM, un'espansione mai pubblicata del Super Nintendo Entertainment System.
Il gioco ricevette recensioni negative per il suo gameplay banale e ripetitivo, i comandi imprecisi, e il doppiaggio e le cutscene in full motion video di scarsa qualità, venendo definito uno dei peggiori videogiochi mai realizzati.

## Trama
Il gioco si svolge nell'odierna Toad Town, che Bowser ha assediato e su cui ha costruito un hotel resort per l'uso esclusivo di se stesso e dei suoi sette figli, rinominando la terra "Club Koopa Resort". Ogni albergo è una zona riservata e protetta da uno dei Bowserotti e dai loro scagnozzi. Ogni albergo rappresenta un edificio o una sede di diverso tipo, come il primo hotel che è un albero, ma ce ne sono anche di diverso tipo come quello della miniera o persino quello della nuvola.
Un giorno Mario e Luigi furono invitati a fare un pic-nic dalla Principessa Peach, andarono a fare il pic-nic ma trovarono un biglietto scritto da Bowser in cui diceva che aveva conquistato tutto il Regno dei funghi e che lì aveva costruito sette alberghi in uno dei quali la Principessa Peach è "ospite permanente" cioè prigioniera. Alla fine di ogni hotel si vede la principessa Peach ma poi lei viene rapita fino ad arrivare allo scontro finale con Bowser. Finito il gioco la residenza in cui vive Bowser precipita e si distrugge, e la principessa riesce a riprendere il controllo sul suo regno.

## Modalità di gioco
Nel gioco si può comandare sia Mario che suo fratello Luigi, solo nella modalità multigiocatore.
I primi sei hotel da affrontare contengono 10 fasi ed il settimo ne contiene 15. Mario, per riuscire a sconfiggere i nemici (come Torcibruco, Koopa Troopa, Tantatalpa, Calamako ecc) può usare lo stwomp, cioè un movimento con cui Mario fa una schiacciata a terra. Sbloccando alcune porte si può trovare un funghetto che da abilità speciali a Mario, tra cui l'invincibilità, la velocità o delle armi speciali, come delle catapulte. Ogni hotel è diviso in 5 piani, e ogni volta che si arriva ad un altro piano si vede nella parte superiore dello schermo diverse icone, tra cui il punto di salvataggio del gioco e la mappa del Regno dei funghi da cui si può accedere a qualsiasi hotel sbloccato.
Alla fine di diversi livelli si può vedere un'immagine o un filmato di un Mario in formato satirico.

## Doppiaggio
| Personaggio | Doppiatore originale |
| ----------- | -------------------- |
| Mario       | Marc Graue           |
| Luigi       | Marc Graue           |
| Bowser      | Marc Graue           |
| Peach       | Jocelyn Benford      |

## Accoglienza
Hotel Mario inizialmente ha ricevuto recensioni miste. Electronic Gaming Monthly ha elogiato il suo gameplay definendolo semplice ma avvincente. GamePro ha detto che il gioco era divertente ma è diventato rapidamente noioso, e affermando che "gli unici aspetti intriganti di questo gioco sono le sequenze animate in stile".
Col tempo, è stato descritto come uno dei peggiori giochi mai pubblicati. Levi Buchanan di IGN ha detto che sebbene fosse superiore ai giochi di The Legend of Zelda di Philips, chiudere le porte non era "un gancio abbastanza forte per un intero gioco", e JC Fletcher di Joystiq ha ridicolizzato la trama: "Apparentemente Bowser ha tramato un diabolico piano per far aprire le porte ai suoi subalterni nei... suoi alberghi, sprecando così l'aria condizionata e aumentando la sua bolletta elettrica. Mario e Luigi devono eroicamente chiudere tutte le porte ed aiutare il loro acerrimo nemico a prevenire che i suoi corridoi diventino troppo freddi."
I filmati in full motion video, realizzati dalla Animation Magic, sono stati ampiamente criticati per la loro scarsa qualità ed hanno dato origine a numerose parodie su Internet. 1UP.com li ha descritti come "decisamente terrificanti", e IGN li ha definiti "abissali" e "simili a un brutto libro a fogli mobili di immagini stampato con Microsoft Paint". Joystiq li ha descritti: "animazione amatoriale, vistosamente colorata, traballante, zoomata in modo casuale". L Anche il doppiaggio è stato criticato; sia 1UP.com che IGN hanno trovato la performance di Marc Graue come inadatta al personaggio di Mario". Nel 2008, IGN ha nominato Hotel Mario uno dei dieci peggiori giochi di Mario.